# Grand Lake, Timiskaming District
Grand Lake är en sjö i Kanada.   Den ligger i Timiskaming District och provinsen Ontario, i den sydöstra delen av landet, 500 km nordväst om huvudstaden Ottawa. Grand Lake ligger 340 meter över havet. Arean är 0,63 kvadratkilometer. Den sträcker sig 1,7 kilometer i nord-sydlig riktning, och 1,2 kilometer i öst-västlig riktning.
I omgivningarna runt Grand Lake växer i huvudsak blandskog. Trakten runt Grand Lake är nära nog obefolkad, med mindre än två invånare per kvadratkilometer.